# Inga jucunda
Inga jucunda är en ärtväxtart som beskrevs av Adolpho Ducke. Inga jucunda ingår i släktet Inga och familjen ärtväxter. Inga underarter finns listade i Catalogue of Life.